# Историята на Луи Пастьор
„Историята на Луи Пастьор“ (на английски: The Story of Louis Pasteur) е американски биографичен филм, излязъл по екраните през 1936 година, режисиран от Уилям Дитерле с участието на Пол Муни в главната роля.

## Сюжет
Франция през 19 век. Известният френски учен Луи Пастьор води неравна борба в отстояване на революционните си теории в областта на медицината. Въпреки трудностите, той не се отказва и продължава опитите си с подкрепата на малка групичка лоялни изследователи.

## В ролите
| Актьор              | Роля            |
| ------------------- | --------------- |
| Пол Муни            | Луи Пастьор     |
| Джоузефин Хътчинсън | Мари Пастьор    |
| Анита Луис          | Анет Пастьор    |
| Доналд Уудс         | д-р Жан Мартел  |
| Фриц Лейбер         | д-р Шарбоне     |
| Хенри О'Нийл        | д-р Емил Ру     |
| Потър Хол           | д-р Росиньол    |
| Реймънд Браун       | д-р Радис       |
| Аким Тамиров        | д-р Заранов     |
| Халиуел Хобс        | д-р Листър      |
| Франк Ришар         | д-р Пфайфър     |
| Дики Мур            | Джоузеф Мейстър |
| Рут Робинсън        | Госпожа Мейстър |
| Уолтър Кингсфорд    | Наполеон III    |

## Награди и номинации
Филмът е сред основните заглавия на деветата церемония по връчване на наградите „Оскар“ с номинации в четири категории, включително за „Най-добър филм“. В крайна сметка, той спечелва три статуетки: за сюжет, адаптиран сценарий и най-добра мъжка роля за великолепното изпълнение на Пол Муни.